# マーゴ・マーティンデイル
マーゴ・マーティンデイル（Margo Martindale、1951年7月18日 - ）は、アメリカ合衆国の女優である。

## 来歴
1951年にテキサス州ジャクソンビルに生まれる。父親は地元テキサスで材木業を営んでおり、3人兄弟の末っ子として育った。兄はプロフォルファー兼ゴルフコース・デザイナーのビリー・マーティンデイル。二番目の兄は2004年に他界した。学生時代はチアリーディング、ゴルフ、演劇に励み、1969年には在学していた高校のミス・ジャクソンズヴィル・ハイスクールにも選ばれた。高校卒業後はカレッジを経て、ミシガン大学へ編入。大学在学中に参加したハーバード大学のサマーセッションに参加。その際の同期にジョナサン・フレイクス、クリストファー・リーヴがいた。
大学卒業後の1980年代初期に、ケンタッキー州を拠点とする『Actors Theatre of Louisville』に所属して4年間の舞台経験を積む。当時の同期にキャシー・ベイツもおり、ベイツとは現在でも交友関係がある。1988年にアルフレ・ウッダード主演のテレビ映画でデビュー。1990年のトム・クルーズ、ニコール・キッドマン主演の『デイズ・オブ・サンダー』で映画デビューを飾った。それからはコンスタントにテレビ、映画に出演して、クリント・イーストウッド監督作品でヒラリー・スワンクがアカデミー賞に輝いた『ミリオンダラー・ベイビー』では、スワンクの母親役を演じるなど貫禄ある脇役として活躍している。これまでに様々な作品に出演しているが、ニコール・キッドマンとの共演作品が多く、彼女のハリウッドデビューから共演している。
2004年には『熱いトタン屋根の猫』の演目でブロードウェイデビューも果たし、ビッグママ役を熱演。同作への出演でトニー賞にノミネートされた。舞台においてはオフ・ブロードウェイでも活躍している。2011年にはテレビドラマシリーズ『JUSTIFIED 俺の正義』のセカンドシーズンから参加。同作品での演技も評価され、2011年のプライムタイム・エミー賞を受賞した。同作品では他にもいくつかの賞にノミネートされた。2013年からはしばしばテレビドラマシリーズ『ジ・アメリカンズ』に出演し、2016年のプライムタイム・エミー賞では同作品によりゲスト女優賞を受賞した。

### 私生活
1986年にWilliam Boalsと結婚。現在は一児の母親でもある。

## 出演作品

### 映画
| 公開年 | 邦題 原題                                                             | 役名                           | 備考       |
| ------ | --------------------------------------------------------------------- | ------------------------------ | ---------- |
| 1990   | デイズ・オブ・サンダー Days of Thunder                                | ドナ                           |            |
| 1991   | ロケッティア Rocketeer                                                | ミリー                         |            |
| 1992   | ロレンツォのオイル/命の詩 Lorenzo's Oil                               | ウェンディ                     |            |
| 1993   | ザ・ファーム 法律事務所 The Firm                                      | ニナ・ハフ                     |            |
| 1994   | ノーバディーズ・フール Nobody's Fool                                  | バーディー                     |            |
| 1995   | サブリナ Sabrina                                                      | ナース                         |            |
| 1995   | デッドマン・ウォーキング Dead Man Walking                             | シスター・コリーン             |            |
| 1996   | マイ・ルーム Marvin's Room                                            | シャーロット博士               |            |
| 1996   | ゴースト・オブ・ミシシッピー Ghosts of Mississippi                    | カーラ・メイフィールド         |            |
| 1997   | 誤診 ...First Do No Harm                                              | マージェーン                   | テレビ映画 |
| 1998   | トワイライト 葬られた過去 Twilight                                    | グロリア・ラマー               |            |
| 1998   | プラクティカル・マジック Practical Magic                              | リンダ・ベネット               |            |
| 1999   | IN DREAMS/殺意の森 In Dreams                                          | フロイド                       |            |
| 1999   | ブロークン・ハイウェイ Earthly Possessions                            | リビー                         | テレビ映画 |
| 1999   | 楽園をください Ride with the Devil                                    | ウィルマ・ブラウン             |            |
| 2000   | 28DAYS 28 Days                                                        | ベティ                         |            |
| 2000   | プルーフ・オブ・ライフ Proof of Life                                  | アイヴィー                     |            |
| 2000   | ベールの向こうに What Girls Learn                                     | Lainey                         | テレビ映画 |
| 2002   | ララミー・プロジェクト The Laramie Project                            | トリシュ                       | テレビ映画 |
| 2002   | めぐりあう時間たち The Hours                                          | ミセス・ラッチ                 |            |
| 2003   | アンビリーバブル It's All About Love                                  | ベツィー                       |            |
| 2003   | 白いカラス The Human Stain                                            | 精神分析医                     |            |
| 2004   | アイアン・エンジェルズ/自由への闘い Iron Jawed Angels                 | ハリオット                     | テレビ映画 |
| 2004   | ミリオンダラー・ベイビー Million Dollar Baby                          | アーリーン・フィッツジェラルド |            |
| 2006   | パリ、ジュテーム Paris, je t'aime                                     | キャロル                       |            |
| 2007   | マイ・ライフ、マイ・ファミリー The Savages                            | ロズ                           |            |
| 2007   | ボビーZ The Death and Life of Bobby Z                                 | マーシー                       |            |
| 2007   | レールズ&タイズ Rails & Ties                                          | ジュディ・ニージー             |            |
| 2007   | ラブ・アペタイザー Feast of Love                                      | ミセス・マガロリアン           |            |
| 2007   | ウォーク・ハード ロックへの階段 Walk Hard: The Dewey Cox Story        | マ・コックス                   |            |
| 2008   | ストップ・ロス/戦火の逃亡者 Stop-Loss                                 | 秘書                           | 声のみ     |
| 2008   | 10日間で彼女の心をうばう方法 Management                               | トリッシュ                     |            |
| 2009   | ハンナ・モンタナ/ザ・ムービー Hannah Montana: The Movie               | ルビーおばあさん               |            |
| 2009   | エスター Orphan                                                       | ブラウニング博士               |            |
| 2009   | ハートボール The Winning Season                                       | ドナ                           |            |
| 2010   | セクレタリアト/奇跡のサラブレッド Secretariat                         | ミス・ハム                     |            |
| 2010   | ストレンジャー Main Street                                            | パーカー                       |            |
| 2011   | WIN WIN ダメ男とダメ少年の最高の日々 Win Win                          | エレノア                       |            |
| 2013   | ビューティフル・クリーチャーズ 光と闇に選ばれし者 Beautiful Creatures | デルおばさん                   |            |
| 2013   | 8月の家族たち August: Osage County                                    | マティー・フェイ               | [ 3 ]      |
| 2014   | 天国は、ほんとうにある Heaven Is for Real                             | ナンシー・ローリング           |            |
| 2016   | マザーズ・デイ Mother's Day                                           | フローレンス                   |            |
| 2016   | Sophie and the Rising Sun                                             | アン・モリソン                 |            |
| 2016   | 最高の家族の見つけかた The Hollars                                    | サリー・ホラー                 |            |
| 2016   | メリッサ・マッカーシー in ザ・ボス 世界で一番お金が好き! The Boss     | シスター・アルミナータ         |            |
| 2017   | ウィルソン Wilson                                                     | アルタ                         |            |
| 2017   | ウェディング・テーブル Table 19                                       | フリーダ・エックバーグ         |            |
| 2017   | カーズ/クロスロード Cars 3                                            | ルイーズ・ナッシュ             | 声の出演   |
| 2017   | ダウンサイズ Downsizing                                               | シャトルバスの女性             |            |
| 2018   | インスタント・ファミリー 〜本当の家族見つけました〜 Instant Family    | サンディ・ワグナー             | [ 4 ]      |
| 2019   | ブロー・ザ・マン・ダウン〜女たちの協定〜 Blow the Man Down            | エニッド・ノーラ・デヴリン     |            |
| 2019   | ザ・キッチン The Kitchen                                              | ヘレン・オキャロル             |            |
| 2020   | フランクおじさん Uncle Frank                                          | 母親                           |            |
| 2023   | コカイン・ベア Cocaine Bear                                           |                                | [ 5 ]      |

### テレビシリーズ
| 放映年    | 邦題 原題                                                  | 役名                     | 備考         |
| --------- | ---------------------------------------------------------- | ------------------------ | ------------ |
| 1996      | ロー&オーダー Law & Order                                  | ミセス・ベスト           | 1エピソード  |
| 1999      | ホミサイド/殺人捜査課 Homicide: Life on the Street         | ヴェルマ・ヘンダーソン   | 1エピソード  |
| 2001-2002 | 100 Centre Street                                          | ミシェル                 | 14エピソード |
| 2003      | エド Ed                                                    | アマンダ                 | 1エピソード  |
| 2005-2006 | ミディアム 霊能者アリソン・デュボア Medium                 | キャサリン               | 3エピソード  |
| 2006      | LAW & ORDER:性犯罪特捜班 Law & Order: Special Victims Unit | リタ                     | 1エピソード  |
| 2007-2008 | ザ・リッチズ The Riches                                    | ニナ・バーンズ           | 20エピソード |
| 2006-2008 | デクスター 警察官は殺人鬼 Dexter                           | カミラ                   | 5エピソード  |
| 2009-2010 | Mercy                                                      | ロウデン看護婦           | 11エピソード |
| 2010      | ハリーズ・ロー 裏通り法律事務所 Harry's Law                | ジーナ・パウエル         | 1エピソード  |
| 2011      | JUSTIFIED 俺の正義 Justified                               | マグズ・ベネット         | 10エピソード |
| 2011-2012 | A Gifted Man                                               | リタ・パーキンス＝ホール | 16エピソード |
| 2012      | SUITS/スーツ Suits                                         | ネル・ソーヤー           | 1エピソード  |
| 2012      | PERSON of INTEREST 犯罪予知ユニット Person of Interest     | バーバラ・ラッセル       | 1エピソード  |
| 2013      | SMASH Smash                                                | ミリアム・アブラムソン   | 1エピソード  |
| 2013      | New Girl / ダサかわ女子と三銃士 New Girl                   | ボニー                   | 1エピソード  |
| 2013      | マスターズ・オブ・セックス Masters of Sex                  | Miss Horchow             | 1エピソード  |
| 2013-2018 | ジ・アメリカンズ The Americans                             | クラウディア             | 34エピソード |
| 2015-2016 | グッド・ワイフ The Good Wife                               | ルース・イーストマン     | 13エピソード |
| 2015-2019 | スニーキー・ピート Sneaky Pete                             | オードリー・バーンハート | 30エピソード |
| 2018      | グッド・ファイト The Good Fight                            | ルース・イーストマン     | 3エピソード  |
| 2020-2023 | Your Honor/追い詰められた判事 Your Honor                   | エリザベス・ガスリー     | 5エピソード  |

### テレビアニメ
- ダックテイルズ DuckTales (2017, 2018)
- ボージャック・ホースマン BoJack Horseman (2014 - 2018)